# サンギャ・マラ
サンギャ・マラ (英:Sangya Malla、ネパール語: संज्ञा मल्ल)は、ネパール警察の女性警視総監。

## 経歴
コンゴ民主共和国のキンシャサにあるMONUSCOの健康・環境ユニットのチーフを務めている。
彼女は、COVID-19パンデミックやエボラウイルスの発生時に、コンゴの人々への医療支援に貢献したことが評価され、2021年に国連女性警察官賞を受賞しました。彼女の部隊は、2021年5月のゴマ火山の噴火の際にも、自然・人道的危機の中で活動した。